# 큰곰자리 프시
큰곰자리 프시(ψ UMa / ψ Ursae Majoris)는 큰곰자리 방향으로 지구에서 약 147광년 떨어진 곳에 있는 항성이다. 거리상으로 프시는 북두칠성을 이루는 별들(큰곰자리 운동성단)보다 두 배가 약간 안 되는 거리만큼 지구로부터 떨어져 있다.

## 물리적 특징
분광형상으로 별 특징이 없는, 평범한 K형 거성이며 표면 온도는 4545 켈빈, 밝기는 태양의 170배 정도, 질량은 태양의 2.8배 수준이다. 표면 온도와 밝기로부터 구한 별의 크기는 태양의 21배, 간섭계를 이용하여 직접 쟀을 경우 20배 정도이다. 프시는 매우 천천히 돌며, 자전 속도는 초당 1.1킬로미터로 태양의 절반 수준이다. 이 속도로는 프시가 한 바퀴 완전히 도는 데 2.6년이 걸린다. 중원소 함량은 태양과 거의 비슷한 수준이다.

## 진화
질량으로 미루어 보아 프시의 나이는 3억 년 정도이며 주계열성이었을 시절 분광형은 B7의 뜨거운 청백색 별이었을 것이다. 프시는 적색 거성으로 진화한 뒤 원래 있던 물질의 4분의 3을 우주로 방출하고 중심부에는 백색 왜성을 남기며 죽어갈 것이다. 다만 이 백색 왜성의 질량은 태양의 0.7배로 꽤 큰 편일 것이다. 프시에 비해 태양은 상대적으로 적색 거성 상태에서 질량의 45퍼센트 정도만을 잃게 되며 남은 백색 왜성의 질량은 현 태양질량의 55퍼센트 정도일 것이다.

## 명칭
동양권에서는 이 별을 태존(太尊)으로 불러 왔으며, 뜻은 '커다란 포도주 그릇'이다.